# 茖葱

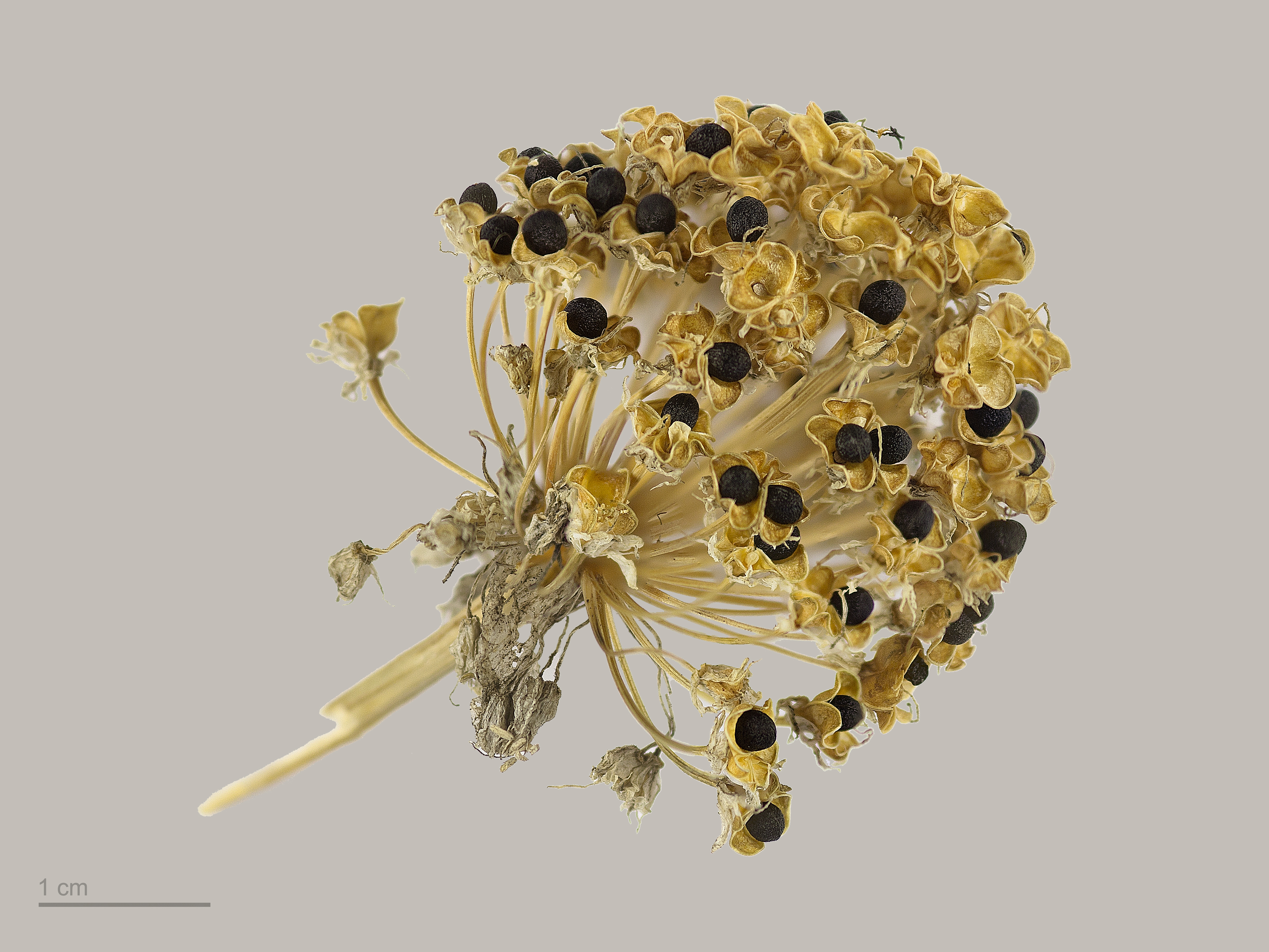
Allium victorialis

茖（ㄍㄜˊ）葱为葱科葱属的植物。

## 形态
多年生草本，具根状茎。柱状圆锥形鳞茎，黑褐色网状外皮。倒披针状矩圆形或椭圆形的叶片2或3枚。夏季抽花茎，顶生球状伞形花序，白色花。蒴果。

## 分布
分布于北半球温带以及中国大陆的甘肃、吉林、辽宁、陕西、内蒙古、山西、浙江、河北、河南、黑龙江、四川、湖北等地，生长于海拔1,000米至2,500米的地区，常生长在草地、林下、阴湿山坡或沟边，目前尚未由人工引种栽培。

## 词语释意
茖葱又被称为格葱(《千金·食治》)，山葱(《唐本草》)，隔葱、鹿耳葱(《救荒本草》)。